# Ankarongana
Ankarongana est une commune urbaine malgache située dans la partie est de la région de Sofia.